# Славов Микола Антонович
Микола Антонович Славов (1 вересня 1926, Тернівка, Березнегуватський район, Миколаївська область — 23 березня 2006) — український економіст, підприємець і дипломат. Доктор економічних наук. Представник України в Дунайській комісії (1991—1995). Депутат Верховної Ради УРСР 10—11-го скликань. Народний депутат України 2-го скликання.

## Життєпис
Народився 1 вересня 1926 в селі Тернівка на Миколаївщині.
Закінчив Одеський інститут інженерів морського флоту (1943—1948), інженер-експлуатаційник водного транспорту; аспірантура там же (1969—1972); кандидатська дисертація «Дослідження та оптимізація роботи порту за допомогою математичних методів та ЕОМ (на прикладі Київського річкового порту)» (1973); докторська дисертація «Методологія та реалізація переходу річкового транспорту України на ринкові умови господарювання» (Одеський національний морський університет, 2003).
У березні 1949 — 1954 року — інженер-плановик, начальник причалів, диспетчер і начальник вантажної дільниці, заступник начальника, у 1954 — серпні 1956 року — начальник пристані «Миколаїв».
Член КПРС з 1956 року.
У серпні 1956 — липні 1967 року — начальник Запорізького річкового порту імені Леніна.
У липні 1967 — лютому 1968 року — заступник начальника управління перевезень і експлуатації Головного управління річкового флоту при Раді Міністрів УРСР (Головрічфлоту УРСР).
У лютому 1968 — листопаді 1973 року — начальник Київського річкового порту.
У листопаді 1973 — липні 1988 року — начальник Головного управління річкового флоту при Раді Міністрів УРСР (Головрічфлот УРСР). Учасник ліквідації аварії на ЧАЕС.
У липні 1988 — березні 1990 року — 1-й заступник Міністра транспорту Української РСР — начальник виробничого об'єднання (ВО) «Головрічфлот».
У березні 1990 — листопаді 1993 року — начальник Міжгалузевого державного об'єднання (МДО) річкового флоту «Укррічфлот».
У 1991–1995 роках — представник України в Дунайській комісії, секретар Дунайської комісії, з 1995 року — заступник представника.
У листопаді 1993 — 2004 року — президент Акціонерної судноплавної компанії «Укррічфлот». Почесний президент Акціонерної судноплавної компанія «Укррічфлот» (з 2004); президент Міжнародної асоціації судновласників Чорноморського басейну (з 1994).
Народний депутат України 2-го скликання з грудня 1995 (1-й тур) до квітня 1998, Подільський виборчій округ № 13, місто Київ, висунутий трудовим колективом. Член Комітету з питань паливно-енергетичного комплексу, транспорту і зв'язку.
Почесний президент Української ліги професіонального боксу, почесний президент Всеукраїнського фонду імені Леоніда Бикова.
Депутат Запорізької міськради (1957—1967), депутат Подільської райради міста Києва (1969—1971), депутат Київської міськради (1971—1976).
Захоплення: спорт, полювання, риболовля.

## Автор праць
- Книга «Укрречфлот: пути поиска, реформ и преобразования».

## Нагороди та відзнаки
- Заслужений працівник транспорту України (липень 1995)[2]. Лауреат Державної премії України в галузі науки і техніки (листопад 1998, за комплексне дослідження та реалізацію переходу річкового транспорту України на ринкові умови господарювання). Ордени Леніна (1966), Трудового Червоного Прапора (1971, 1986), Жовтневої революції (1976), Дружби народів (1982). Почесна Грамота Президії Верховної Ради УРСР (29.08.1986). Почесна відзнака Президента України (серпень 1996)[3]. Орден «За заслуги» II (червень 1999)[4], I ступенів (серпень 2001)[5].
- Чемпіон УРСР і призер СРСР з боксу.
- Мала планета 6575 має ім'я «Славов».
- У лютому 2007 р. спущений на воду побудований в Миколаєві для АСК «Укррічфлот» універсальний вантажний теплохід «Микола Славов».[6]
- На честь Миколи Славова в 2016 році у зв'язку з декомунізацією перейменована вулиця в Тернівці, де він народився.[7] До переймеування мала ім'я засновника і керівника Болгарської комуністичної партії Дмитра Благоєва.